# Navidezno zasebno omrežje
Navidezno zasebno omrežje (VPN) je razširitev zasebnega omrežja na področje javnega omrežja. Uporabnikom omogoča pošiljanje in prejemanje podatkov v deljenem ali javnem omrežju, vendar je še vedno neposredno povezano z zasebnim omrežjem. Za aplikacije, ki se izvajajo v VPN, so zato zelo koristne funkcionalnosti varnosti in upravljanja zasebnega omrežja.
Navidezna zasebna omrežja omogočajo uslužbencem, da med delom zunaj pisarne varno dostopajo do službenega intraneta. Uporabljajo se za varno povezovanje geografsko ločenih pisarn določene organizacije. Tako se ustvari kohezivno omrežje. Posamezni uporabniki Interneta lahko z VPN varno opravljajo transakcije, se izogibajo geo-omejitvam in cenzuri ali pa se zaradi varovanja osebne identitete in lokacije povezujejo s posredniškimi strežniki. Nekatere spletne strani blokirajo dostop do znanih VPN-jev, da bi preprečile izogibanje njihovim geo-omejitvam.
Obstajajo plačljivi in brezplačni VPN programi kateri niso varni in so ponavadi zelo počasni. Kljub trditvami, da ne shranjujejo podatkov, v resnici zbirajo osebne informacije. Za to, je vedno priporočljivo, da vzamete VPN od zanesljivega podjetja. 
1. ↑  »Kaj je VPN, Kako vzpostaviti VPN povezavo in katerega kupiti«. PC Agent. 7. julij 2023. Pridobljeno 1. avgusta 2023.